# Bernières-le-Patry

Bernières-le-Patry este o comună în departamentul Calvados, Franța. În 1 ianuarie 2018 avea o populație de 538 de locuitori.